# デッドライト作戦

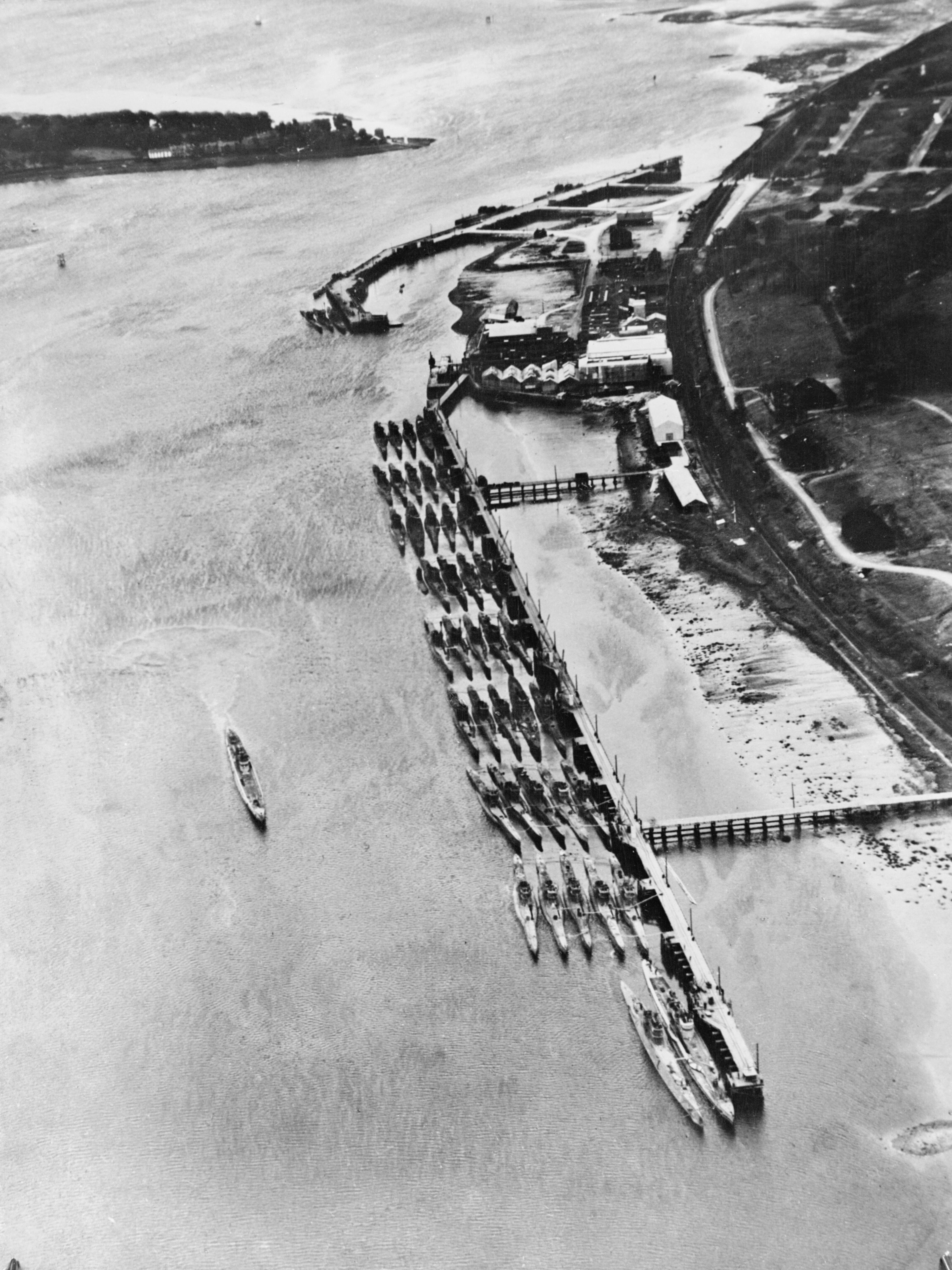
1945年6月、北アイルランドに係留された42隻のUボート

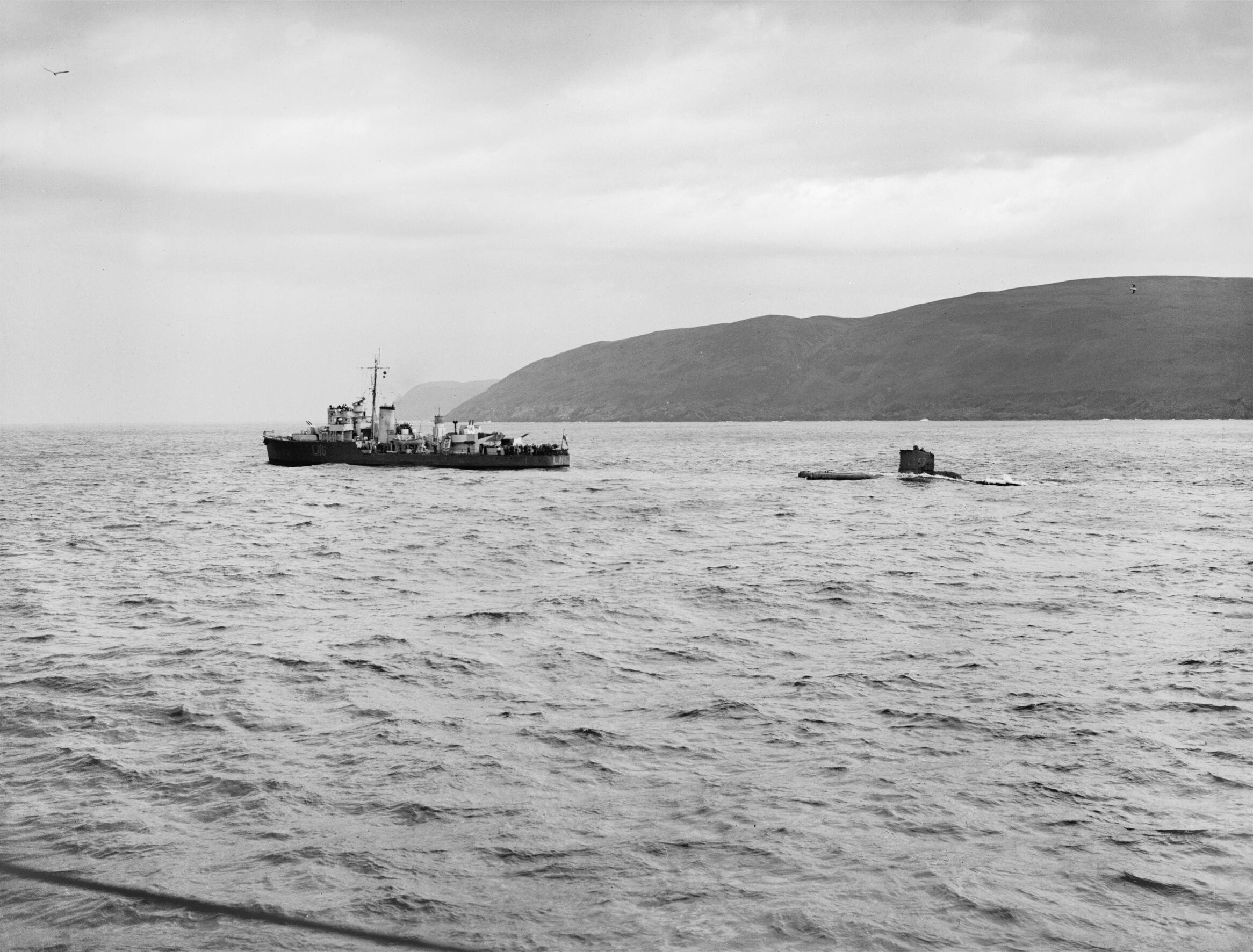
1945年11月28日、ポーランド海軍の駆逐艦に曳航されるU-2337

デッドライト作戦（デッドライトさくせん）は、第二次世界大戦の終戦間際に連合国に降伏したドイツのUボートを処分するために計画されたイギリス海軍の作戦。
終戦時に連合国に降伏した156隻のUボートのうち、116隻がデッドライト作戦によって沈められた。イギリス海軍はアイルランド北西部の約100マイル（160 km）の3つの地域に潜水艦を曳航して沈没させる計画を立てた。3つの地域のコードネームはXX、YY、ZZとされた。イギリス海軍はXXを主な沈没場所として使用し、ZZには36隻のUボートを曳航して航空攻撃の練習ターゲットとして使用することを想定していた。YYは天候に問題がなければXXからUボートを迂回させ、海軍で沈没させる想定であった。練習ターゲットとして使用されなかった艦は爆破によって沈没し、それが失敗した場合に艦砲射撃による処分を行う予定であった。
デッドライト作戦開始時、イギリス海軍は多くのUボートの状態が悪いことを確認した。そのため、悪天候による波浪の影響もあり自沈地域に到着する前に56隻のボートを沈め、自沈地域に到着したボートは爆発物ではなく銃撃によって沈められた。作戦によるUボートの沈没は1945年11月17日から1946年2月11日に行われた。

## デッドライト作戦から除外されたUボート
何隻かのUボートはデッドライト作戦を免れた。その中のいくつかは、英国、フランス、ノルウェー、およびソビエト連邦によって戦勝品として主張された。ドイツが降伏した後、4隻のUボートが日本海軍に所属し東アジアに配備された。U-181は伊-501、U-195は伊-506、U-219は伊-505、U-862 は伊-502に改名され、他の2隻のボートU-511とU-1224は1943年に呂-500と呂-501に改名された。
デッドライト作戦を生き延びた2隻のUボートは、博物館に展示されている。U-505はアメリカ海軍少将のダニエル・V・ギャラリー指揮下の第22.3任務群に捕獲され、シカゴ科学産業博物館に展示されている。U-995は、1948年10月に英国によってノルウェーに移管され「カウラ」に改名されたが、1965年にドイツに戻り、1971年10月にラーボエの博物館船となった。

## デッドライト作戦後のUボート
1990年代後半、ある会社が英国国防省にデッドライト作戦のUボートの引き揚げを申請し、最大100隻を調達することを計画した。Uボートは原子力潜水艦以前の時代に建造されたため、残骸には放射性物質に汚染されていない金属が含まれており、特定の研究目的に有用であった。同省は、ロシアと米国、そして潜在的には英国からの反対により、引き揚げる権利は与えなかった。
2001年から2003年の間に、海洋考古学者のイネス・マッカートニーは、14隻のUボートの残骸を発見、調査した。調査対象はUボートIXC型Uボートであるアドルフ・ピエニングが指揮したU-155及びU-778が含まれていた。
2007年、デリー市議会はU-778を新しい海事博物館の主な展示品として引き揚げる計画を発表した。2007年10月3日、アイルランドのダイバーであるマイケル・ハンラハンが、引き揚げ計画の一環として沈没した艦を撮影中に亡くなる事故があった。2009年11月、評議会の遺産博物館の広報は、経済的な理由により引き揚げ計画が中止されたと発表した。